# Jarota Jarocin

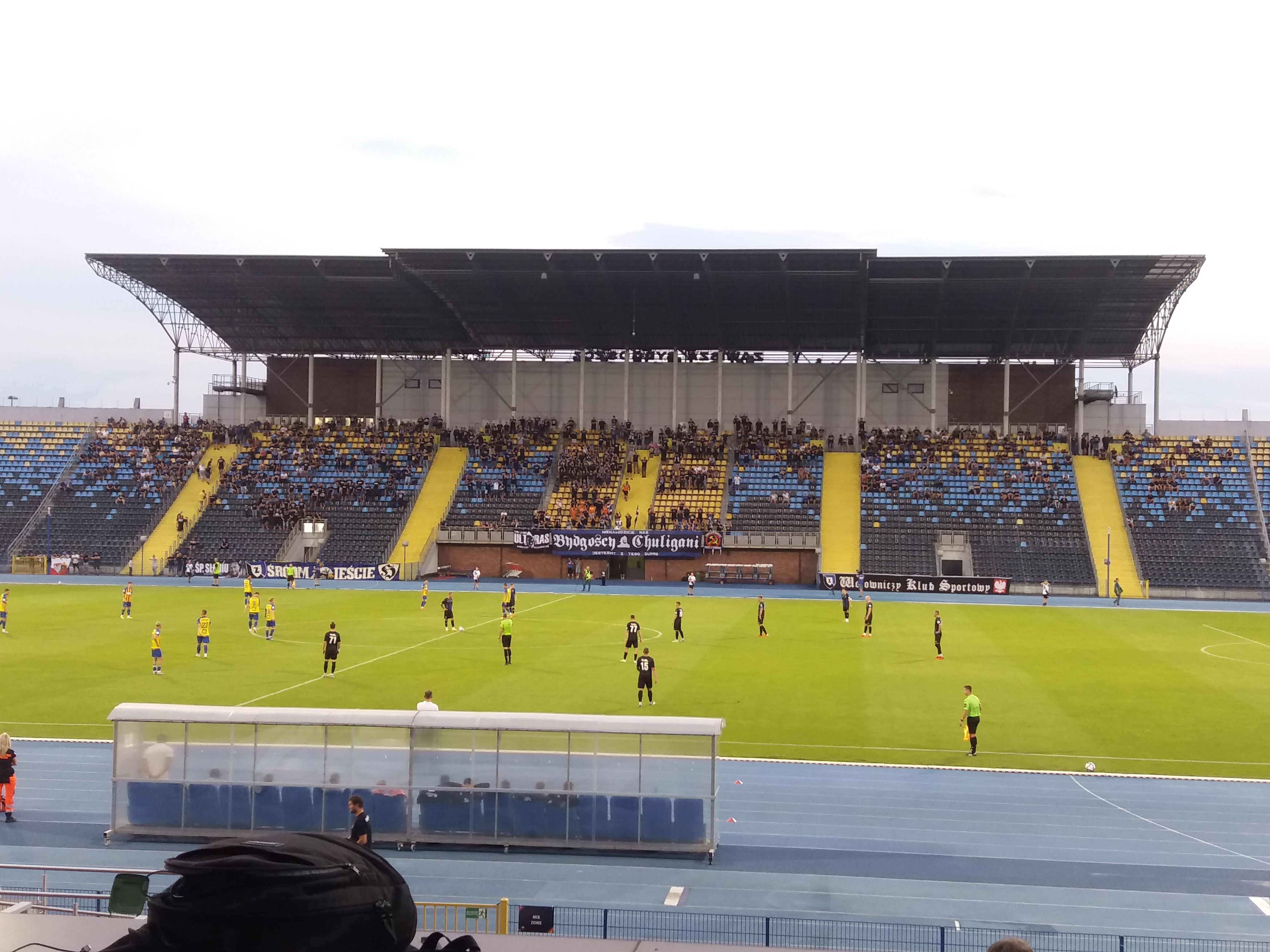
Mecz III ligi Zawisza Bydgoszcz v Jarota Jarocin (0:2)

Jarociński Klub Sportowy Jarota Jarocin – polski klub piłkarski z Jarocina. 
Nazwa klubu nawiązuje do rycerza Jaroty, który według legendy był założycielem Jarocina.

## Sukcesy
- 4. miejsce w II lidze (III poziom) – 2011/2012
- 1/32 finału Pucharu Polski – 2010/2011, 2011/2012
- Puchar Polski Wielkopolski ZPN – 2001/2002

## Historia
Początki futbolu w Jarocinie sięgają początków XX wieku. Od 20. lat głównym klubem w mieście była Victoria Jarocin, występująca w czasach II RP m.in. w Klasie A (odpowiednik dzisiejszego zaplecza ekstraklasy), a w czasach powojennych w III lidze lub A-klasie (odpowiednik dzisiejszej IV ligi). W 1997 rozwiązano sekcję piłkarską. W kwietniu 1998 r. w Sądzie Wojewódzkim w Kaliszu zarejestrowano stowarzyszenie Jarota Jarocin. Pierwszym prezesem nowego klubu został Jan Raczkiewicz, a trenerem – Marian Furmaniak. Jarota został zgłoszony do rozgrywek poznańskiej B-klasy. Pierwszy oficjalny mecz ligowy jarociński zespół rozegrał w obecności 2000 widzów, przeciwnikiem były rezerwy Polonii Środa. Jarota wygrał to spotkanie 3:1. Po jednym sezonie w B-klasie, zespół awansował do A-klasy. Jarota znów po zaledwie jednym sezonie pobytu uzyskał awans do wyższej klasy rozgrywkowej. Władze klubu zdecydowały o zgłoszeniu drużyny do rozgrywek kaliskiej klasy okręgowej. Jarota na dwie kolejki przed końcem zapewnił sobie awans do IV ligi. Pierwszy sezon (2001/2002) jarociński zespół ukończył na czwartym miejscu. W kolejnym sezonie Jarota zdobył Puchar Polski na szczeblu wojewódzkim, po pokonaniu w finale rezerw Amiki Wronki. Przeciwnikiem w pierwszej rundzie na szczeblu centralnym był Górnik Polkowice, który bez problemu pokonał jarocinian 4:1. W lidze Jarota zajął pierwsze miejsce i awansował do baraży o III ligę, w których przegrał dwukrotnie 2:0 z rezerwami Lecha Poznań. Jarociński zespół dostał kolejną szansę na awans do III ligi. Po wycofaniu się Gwardii Koszalin, wicemistrzowie IV ligi walczyli o awans. W półfinale Jarota pokonał 2:0 Zawiszę Bydgoszcz, a w finale przegrał 1:0 z rezerwami Pogoni Szczecin. W sezonie 2004/2005 drużyna zajęła drugie miejsce za Kanią Gostyń. Kolejny sezon dał kolejny awans do baraży o III ligę. Pierwszy mecz z Nielbą Wągrowiec Jarota przegrał 1:0, w drugim jarocinianie rozgromili przeciwnika 4:0 i awansowali do III ligi. W pierwszym sezonie występów na boiskach trzecioligowych, zespół Jaroty zajął wysoką trzecią lokatę. W sezonie 2007/2008 Jarota ponownie należał do czołówki i uzyskał awans do nowej, zreformowanej II ligi.  Kolejny sezon nie był już taki udany. Jarota zajął 12. miejsce i musiał grać baraż o utrzymanie w II lidze. Pokonała BKS Stal Bielsko-Biała i dzięki temu się utrzymał. Kolejne dwa sezony skończyła w środku tabeli. Sezon 2011/12 zakończył na 4. miejsce w II lidze, co jak dotąd jego najlepszym wynikiem. W sezonie 2013/2014 Jarota spadł do III ligi.

## Sezon po sezonie
| Sezon   | Liga                                         | Pozycja | Punkty | Bramki | Uwagi                                   |
| ------- | -------------------------------------------- | ------- | ------ | ------ | --------------------------------------- |
| 2001/02 | IV liga, gr. wielkopolska południe           | 4.      | 51     | 60:20  |                                         |
| 2002/03 | IV liga, gr. wielkopolska południe           | 2.      | 80     | 83:32  |                                         |
| 2003/04 | IV liga, gr. wielkopolska południe           | 1.      | 84     | 102:20 | przegrany baraż z Lechem II Poznań      |
| 2004/05 | IV liga, gr. wielkopolska południe           | 2.      | 64     | 64:23  |                                         |
| 2005/06 | IV liga, gr. wielkopolska południe           | 1.      | 69     | 86:21  | wygrany baraż z Nielbą Wągrowiec, awans |
| 2006/07 | III liga, gr. II                             | 3.      | 49     | 50:39  |                                         |
| 2007/08 | III liga, gr. II                             | 4.      | 53     | 55:27  | awans do zreformowanej II ligi          |
| 2008/09 | II liga, gr. zachodnia                       | 12.     | 45     | 51:44  | wygrany baraż z BKS Stal Bielsko-Biała  |
| 2009/10 | II liga, gr. zachodnia                       | 7.      | 48     | 42:39  |                                         |
| 2010/11 | II liga, gr. zachodnia                       | 13.     | 45     | 40:34  |                                         |
| 2011/12 | II liga, gr. zachodnia                       | 4.      | 52     | 41:36  |                                         |
| 2012/13 | II liga, gr. zachodnia                       | 10.     | 44     | 36:35  |                                         |
| 2013/14 | II liga, gr. zachodnia                       | 17.     | 32     | 31:56  | spadek                                  |
| 2014/15 | III liga, gr. kujawsko-pomorsko-wielkopolska | 10.     | 52     | 43:38  |                                         |
| 2015/16 | III liga, gr. II                             | 5.      | 51     | 47:27  |                                         |
| 2016/17 | III liga, gr. II                             | 4.      | 59     | 57:47  |                                         |
| 2017/18 | III liga, gr. II                             | 11.     | 42     | 45:50  |                                         |
| 2018/19 | III liga, gr. II                             | 14.     | 38     | 37:50  |                                         |
| 2019/20 | III liga, gr. II                             | 15.     | 15     | 18:24  |                                         |
| 2020/21 | III liga, gr. II                             | 12.     | 49     | 68:49  |                                         |
| 2021/22 | III liga, gr. II                             | 13.     | 36     | 40:47  |                                         |
| 2022/23 | III liga, gr. II                             | 16.     | 33     | 41:69  | spadek                                  |
| 2023/24 | IV liga, gr. wielkopolska                    | 14.     | 33     | 58:86  |                                         |
| 2024/25 | IV liga, gr. wielkopolska                    | 17.     | 29     | 36:63  | spadek                                  |
| 2025/26 | V liga, gr. wielkopolska III                 |         |        |        |                                         |

| Oznaczenie kolorami |
| ------------------- |
| III poziom ligowy   |
| IV poziom ligowy    |
| V poziom ligowy     |
| VI poziom ligowy    |

## Skład
na sezon 2024/2025
| Nr | Poz. | Piłkarz                      |
| -- | ---- | ---------------------------- |
| 1  | BR   | Mikołaj Marciniak            |
| 31 | BR   | Adam Sobczyk                 |
| 5  | OB   | Kacper Pietrzak              |
| 7  | OB   | Krzysztof Matuszak (kapitan) |
| 15 | OB   | Piotr Stachowiak             |
| 21 | OB   | Mikołaj Kowalski             |
| 25 | OB   | Miłosz Korzeń                |
| 26 | OB   | Jakub Uniejewski             |
| 34 | OB   | Stepan Kokhan                |
| 80 | OB   | Vitalii Lysenko              |
| 6  | PO   | Łukasz Tomczak               |

| Nr | Poz. | Piłkarz                      |
| -- | ---- | ---------------------------- |
| 17 | PO   | Nikodem Roguszczak           |
| 18 | PO   | Mateusz Hałas                |
| 19 | PO   | Ivan Sukhenko                |
| 20 | PO   | Nikodem Parus                |
| 22 | PO   | Tomasz Pilarczyk             |
| 29 | PO   | Michał Mądrzak               |
| 70 | PO   | Paweł Skórski                |
| 99 | PO   | Marcel Maćkowiak             |
| 11 | NA   | Adrian Ratajczyk             |
| 16 | NA   | Jacek Pacyński (wicekapitan) |